# Robert Snodgrass
Robert Mainwaring Snodgrass (Glasgow, 7 de setembro de 1987) é um futebolista escocês que atua como meio-campista. Atualmente está sem clube.
Começou a carreira em 2003, no Livingston, onde atuou até 2008, quando passou a militar no Leeds United, Em 2012 se transferiou para o Norwich City.